# Брандейдж, Коди
Коди Брандейдж (англ. Cody Brundage); род. 16 мая 1994 год, Южная Каролина, США) — американский боец смешанного стиля, с 2021 года выступает в Ultimate Fighting Championship (UFC) в среднем весе. Профессиональный боец с 2019 года, ранее выступал в Legacy Fighting Alliance (LFA). Бывший чемпион Lights Out Championship в среднем и полутяжёлом весе.

## Биография
Брандейдж был опытным борцом в старшей школе Chapin High School в Чапине, Южная Каролина. Он имел рекорд 56-3 в выпускном классе, заняв второе место в чемпионате штата и имея рекорд карьеры 128-22. Брэндедж также играл в футбол и был в команде по плаванию. Позже он продолжил заниматься борьбой в местном колледже Ньюберри. В Ньюберри Брандейдж одержал 96 побед и дважды квалифицировался в NCAA, а также был капитаном команды.
Интерес Брандейджа к ММА начался еще во времена его борьбы. После окончания колледжа и борьбы в команде колледжа Ньюберри он начал драться и тренироваться, чтобы удовлетворить свой соревновательный драйв.
Брендедж происходит из спортивной семьи; его мать была в олимпийской сборной США по биатлону, а его отец был в спецназе. Младший брат Брандейджа играл в лакросс, а его сестра играет в футбол на уровне D-1.
Он женат на бывшей участнице UFC Аманде Брандейдж, которая завершила карьеру, чтобы получить работать медсестрой.

## Титулы и достижения

### Ultimate Fighting Championship
- - «Выступление вечера» (два раза) vs. Далчи Лунгиамбулы и Закари Риза.

### Lights Out Championship
- - Чемпион в среднем весе (один раз, бывший)
  - Чемпион в полутяжёлом весе (один раз, бывший)

## Статистика в смешанных единоборствах
| Боёв 20          | Побед 11 | Поражений 8 |
| ---------------- | -------- | ----------- |
| Нокаутом         | 6        | 2           |
| Сдачей           | 3        | 2           |
| Решением         | 1        | 4           |
| Дисквалификацией | 1        | 0           |
| Не состоявшихся  | 1        | 1           |

| Результат    | Рекорд   | Соперник               | Способ                              | Турнир                                    | Дата             | Раунд | Время | Место                                 | Примечание                                                                                           |
| ------------ | -------- | ---------------------- | ----------------------------------- | ----------------------------------------- | ---------------- | ----- | ----- | ------------------------------------- | --- |
| Поражение    | 11-8 (1) | Эрик МакКонико         | Раздельное решение                  | UFC Fight Night: Долидзе vs. Имавов       | 9 августа 2025   | 3     | 5:00  | Лас-Вегас, Невада, США                | |
| Поражение    | 11-7 (1) | Мансур Абдул-Малик     | Техническое решение                 | UFC Fight Night: Усман vs. Бакли          | 14 июня 2025     | 3     | 0:36  | Атланта, Джорджия, США                | Изначально Мансур победил техническим нокаутом, но после повтора было замечено столкновение головами |
| Победа       | 11–6 (1) | Джулиан Маркес         | TKO (удары)                         | UFC Fight Night: Kape vs. Almabayev       | 1 марта 2025     | 1     | 4:45  | Las Vegas, Nevada, United States      | |
| Не состоялся | 10–6 (1) | Абдул Разак Асльхассан | NC (запрещённые удары)              | UFC on ESPN: Namajunas vs. Cortez         | 13 июля 2024     | 1     | 0:37  | Denver, Colorado, United States       | Запрещённые удары локтями в затылок, Брандейдж не смог продолжить бой                                |
| Поражение    | 10–6     | Бо Никал               | Сдача (удушение сзади)              | UFC 300                                   | 13 апреля 2024   | 2     | 3:38  | Las Vegas, Nevada, United States      | |
| Победа       | 10–5     | Закари Риз             | KO (слэм)                           | UFC on ESPN: Dariush vs. Tsarukyan        | 2 декабря 2023   | 1     | 1:49  | Austin, Texas, United States          | «Выступление вечера» (2)                                                                             |
| Победа       | 9–5      | Джейкоб Малкун         | Дисквалификация (запрещенные удары) | UFC Fight Night: Fiziev vs. Gamrot        | 23 сентября 2023 | 1     | 4:15  | Las Vegas, Nevada, United States      | Запрещенный удар локтем в затылок, Брандейдж не смог продолжить бой                                  |
| Поражение    | 8–5      | Седрик Дюма            | Единогласное решение                | UFC on ABC: Emmett vs. Topuria            | 24 июня 2023     | 3     | 5:00  | Jacksonville, Florida, United States  | |
| Поражение    | 8–4      | Рудольфо Виейра        | Сдача (ручной треугольник)          | UFC on ESPN: Song vs. Simón               | 29 апреля 2023   | 2     | 1:28  | Las Vegas, Nevada, United States      | |
| Поражение    | 8–3      | Михал Олексейчук       | KO (удары)                          | UFC Fight Night: Cannonier vs. Strickland | 17 декабря 2022  | 1     | 3:16  | Las Vegas, Nevada, United States      | |
| Победа       | 8–2      | Трезин Гор             | KO (удары)                          | UFC on ESPN: dos Anjos vs. Fiziev         | 9 июля 2022      | 1     | 3:50  | Las Vegas, Nevada, United States      | |
| Победа       | 7–2      | Далча Лунгиамбула      | Сдача (гильотина)                   | UFC Fight Night: Santos vs. Ankalaev      | 12 марта 2022    | 1     | 3:41  | Las Vegas, Nevada, United States      | «Выступление вечера» (1)                                                                             |
| Поражение    | 6–2      | Ник Максимов           | Единогласное решение                | UFC 266                                   | 25 сентября 2021 | 3     | 5:00  | Las Vegas, Nevada, United States      | |
| Победа       | 6–1      | Йозеф Кропшот          | Сдача (ручной треугольник)          | LFA 99                                    | 12 февраля 2021  | 3     | 0:39  | Park City, Kansas, United States      | Вернулся в средний вес                                                                               |
| Поражение    | 5–1      | Уильям Найт            | TKO (удары)                         | Dana White's Contender Series 31          | 1 сентября 2020  | 1     | 2:23  | Las Vegas, Nevada, United States      | |
| Победа       | 5–0      | Эрик Лозано            | Сдача (ручной треугольник)          | Lights Out Championship 7                 | 8 февраля 2020   | 1     | 4:26  | Grand Rapids, Michigan, United States | Завоевал титул чемпиона LOC в полутяжёлом весе                                                       |
| Победа       | 4–0      | Эрик Лозано            | Единогласное решение                | Lights Out Championship 6                 | 14 декабря 2019  | 5     | 5:00  | Grand Rapids, Michigan, United States | Дебют в среднем весе. Завоевал титул чемпиона LOC в среднем весе                                     |
| Победа       | 3–0      | Джош Кризан            | TKO (удары)                         | Caged Thunder 9                           | 28 сентября 2019 | 2     | 4:16  | Cuyahoga Falls, Ohio, United States   | Бой в промежуточном весе                                                                             |
| Победа       | 2–0      | Майк Джонсон           | KO (удар)                           | CLIP: Motor City Cagefights 6             | 26 июля 2019     | 1     | 0:12  | Detroit, Michigan, United States      | Дебют в полутяжёлом весе                                                                             |
| Победа       | 1–0      | Джесси Уолтерс         | TKO (удары)                         | Lights Out Championship 3                 | 27 апреля 2019   | 1     | 1:54  | Grand Rapids, Michigan, United States | Бой в промежуточном весе                                                                             |